# Postplatyptilia machupicchu
Postplatyptilia machupicchu là một loài bướm đêm thuộc họ Pterophoridae. Nó được tìm thấy ở Peru.
Sải cánh dài khoảng 20 mm. Con trưởng thành bay vào tháng 8.